# François Bocion
François Bocion, né le 30 mars 1828 à Lausanne et mort dans la même ville le 12 décembre 1890, est un artiste peintre et professeur de dessin suisse.

## Biographie
Issu d'une famille originaire de Bournens et bourgeoise de Lausanne dès 1815, François Bocion est le fils du menuisier Henri-Louis Bocion (1792-1835) et de Suzanne-Catherine Matthey-Doret (de Vevey et Corsier). Le couple a cinq enfants, dont il est le benjamin. Après la mort de son père, sa mère rencontrant de grandes difficultés, notamment financières, François Bocion est placé en 1838 chez son grand-père maternel, à Montreux. Il y suit l'école primaire et perd son grand-père en 1840. Des parents l'accueillent à Vevey où il termine sa scolarité.
En 1841, il vit à Lausanne avec sa mère, à la rue Saint-Laurent. Il suit les cours de l'école moyenne et fait partie du corps des cadets en 1843. François Bocion est initié au dessin par Christian-Gottlieb Steinlen puis François Bonnet. 
À Paris dès octobre 1846, il fréquente les ateliers de Louis-Aimé Grosclaude et de Charles Gleyre à l'École des beaux-arts de Paris. Il noue des relations d'amitié avec Gustave Courbet et les élèves romands de Gleyre.
Atteint de fièvre typhoïde, il rentre à Lausanne au printemps 1847. Une autre biographie mentionne « passa trois ans à Paris, de 1847 à 1849 ». François Bocion figure pour la première fois dans une exposition de la Société suisse des beaux-arts (Turnus) avec un tableau où apparaît déjà le thème du lac. Devenu professeur de dessin à l'École industrielle de Lausanne (1849-1890), il dessine l'uniforme des élèves de l'école en 1849. En 1851, il est nommé pour un an suppléant du directeur de l'École cantonale de dessin. Il réalise de nombreuses caricatures pour le journal lausannois La Guêpe de 1851 à 1854. De 1848 à 1858, il se rend en Italie, notamment à Rome, Naples, San Remo, Florence et Venise. Sa toile Venise est achetée par l'État de Vaud et est conservée dans la salle de lecture du Conseil d'État. À Rome, il reçoit en janvier 1853 une commande de l'État de Vaud (La Dispute religieuse de Lausanne). Parmi ses élèves figurent deux natifs de Lausanne, Théophile Steinlen et Eugène Grasset, qui seront encouragés à poursuivre leur apprentissage en allant dans la communauté artistique de Paris.
François Bocion effectue deux voyages à Paris en 1855 et 1859, et gagne en 1859 un premier prix de paysage historique avec La Bataille de Morgarten. Le 23 juin 1859 à Zurich, il épouse Anna-Barbara Furrer avec laquelle il aura neuf enfants, dont cinq mourront en bas âge.
Ses créations sont dès lors nombreuses, parallèlement à l'enseignement du dessin. En plus des cours qu'il donne à l'École industrielle et à l'École normale, il enseigne au pensionnat Le Cèdre de l'avenue de Cour. À la demande du Département de l'instruction publique, il donne dans le canton des conférences sur l'enseignement du dessin. Il participe à de nombreuses expositions en Suisse et à l'étranger et gagnera la médaille de bronze à l'exposition universelle de Vienne en 1873 et à Anvers en 1885. Il fait de courts séjours à San Remo et à Venise entre 1879 et 1883. Il est membre de la Commission fédérale des beaux-arts de 1888 à 1890.
Il meurt dans sa villa d'Ouchy le 12 décembre 1890.
Essentiellement paysagiste, François Bocion affectionne la pratique de plein air. Ses œuvres présentent des points communs avec celles des impressionnistes, des Macchiaioli, des paysagistes lyonnais ou d'Eugène Boudin.

Œuvres de François Bocion
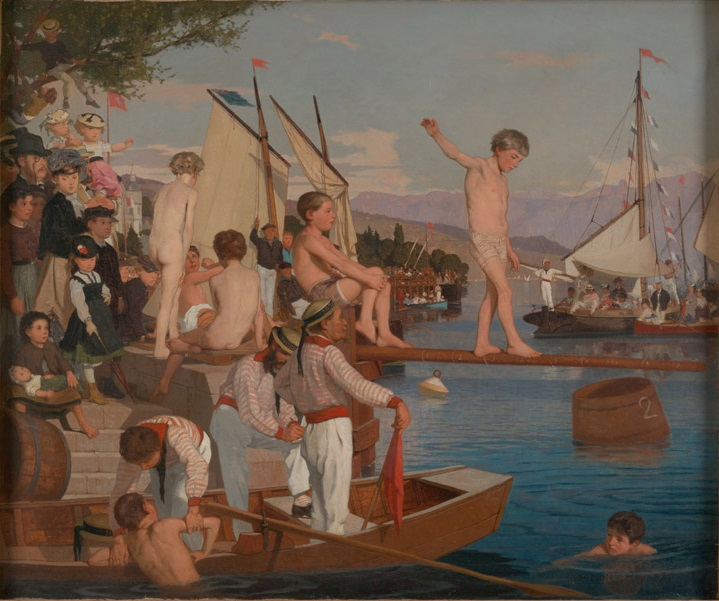
Jeux nautiques (La fête de la Navigation) (1870), musée historique de Lausanne.
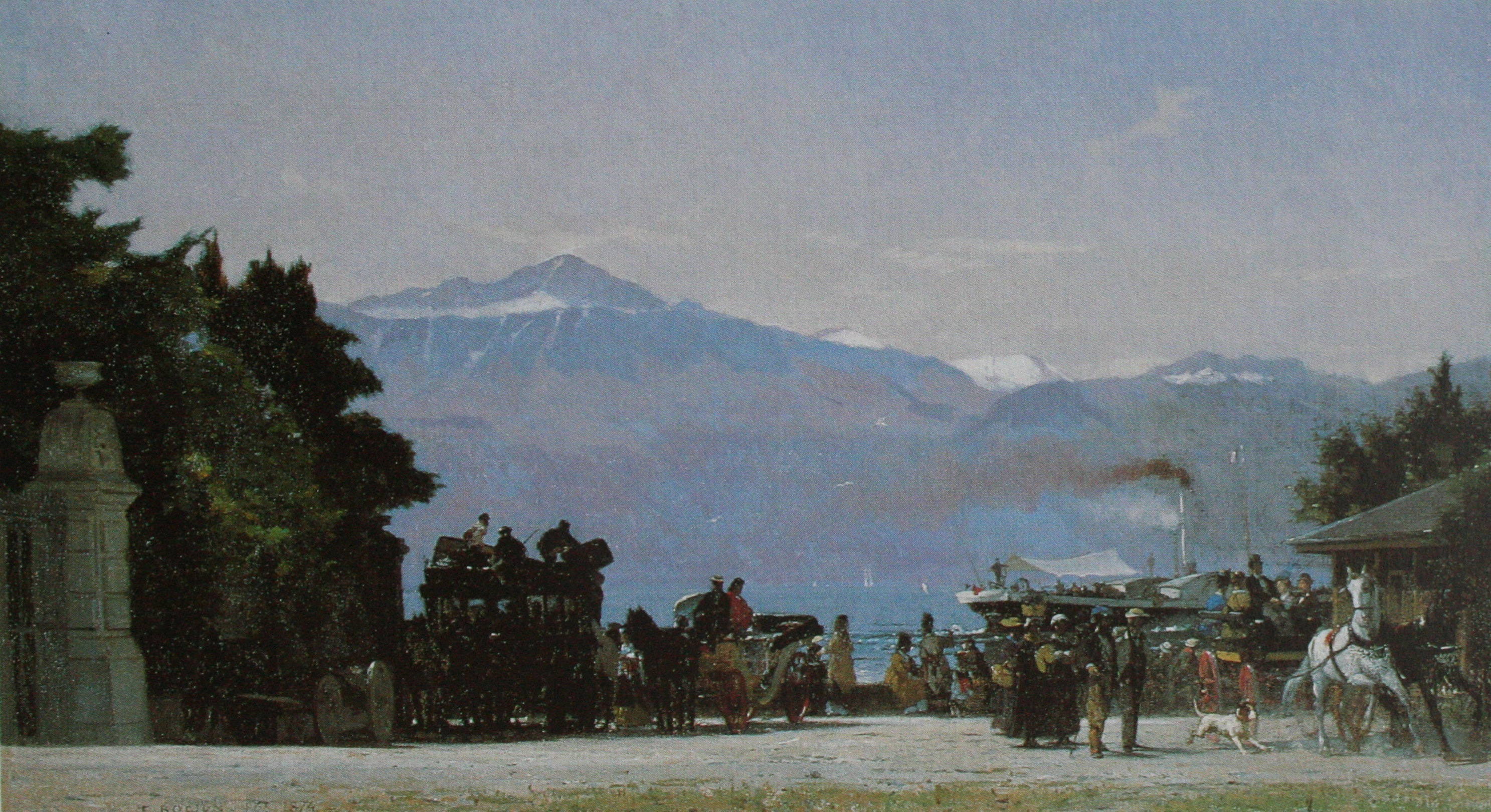
À Ouchy (1874), musée cantonal des beaux-arts de Lausanne.
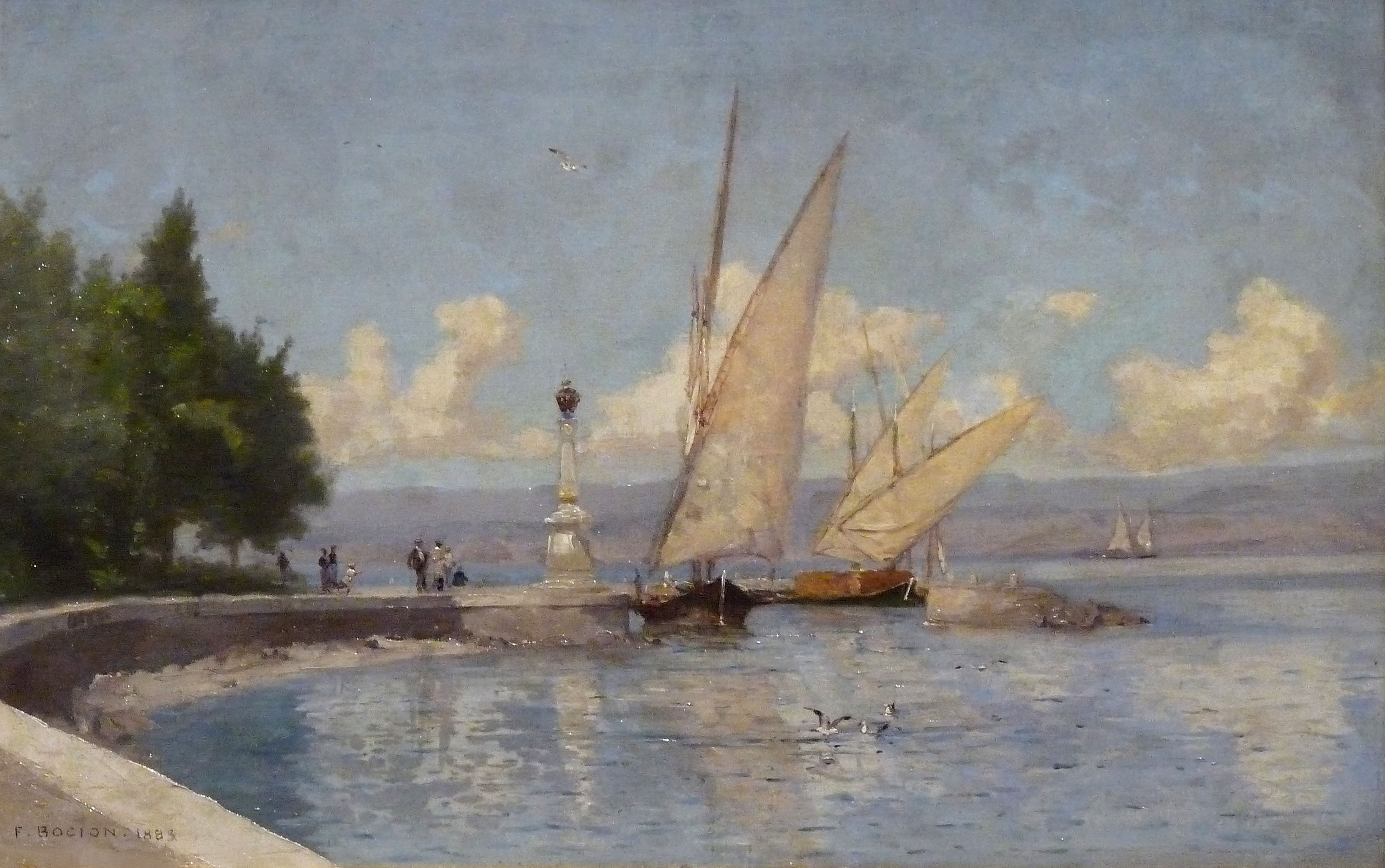
Le Lac Léman, ou Près d'Évian au lac de Genève (1883), musée des beaux-arts de Strasbourg.
Château de Glérolles, 1890, Musée des beaux-arts de La Chaux-de-Fonds

## Collections publiques
- Jeux nautiques (La fête de la Navigation) (1870), musée historique de Lausanne.
- À Ouchy (1874), musée cantonal des beaux-arts de Lausanne.
- Le Lac Léman, ou Près d'Évian au lac de Genève (1883), musée des beaux-arts de Strasbourg.
- Château de Glérolles, 1890, Musée des beaux-arts de La Chaux-de-Fonds

## Élèves
- Eugène Grasset
- Théophile Steinlen

## Hommages
Un passage porte son nom à Lausanne, entre le chemin du funiculaire et l'avenue Frédéric-César-de-La-Harpe, par décision municipale de 1924.